# Klappersprinkhaan
De klappersprinkhaan (Psophus stridulus) is een rechtvleugelig insect uit de familie van de veldsprinkhanen (Acrididae) en de onderfamilie Oedipodinae (vroeger: Acrididae).

## Kenmerken
Mannetjes bereiken een lengte van 19 tot 25 millimeter, de vrouwtjes zijn 23 tot 35 mm lang. De klappersprinkhaan is een grotere soort die een donkerbruine tot grijze of zwarte kleur heeft. Het halsschild is gewelfd en eindigt in een punt. De vleugels reiken bij het vrouwtje tot iets achter de achterlijfspunt, bij mannetjes steken ze duidelijk uit. Kenmerkend zijn de felrode achtervleugels, die een zwarte vlek aan de bovenzijde hebben.

## Onderscheid met andere soorten
Er is ook een Siberische klappersprinkhaan (Bryodema tuberculata) die echter oostelijker voorkomt tot in Azië. Deze soort wordt iets groter en is meestal te herkennen aan de gele schenen van de achterpoten. De roodvleugelsprinkhaan heeft ook rode vleugels maar bij deze soort zijn ze duidelijk voorzien van een brede zwarte band rond de vleugelrand, de klappersprinkhaan heeft alleen een zwarte vlek.

## Verspreiding
De klappersprinkhaan kwam vroeger voor in Nederland en België maar is hier uitgestorven. De soort komt vooral in zuidelijk Europa voor. De habitat bestaat uit zeer warme en droge, zonbeschenen en open gebieden, meestal bergstreken.

## Levenswijze
De klappersprinkhaan is te zien van juli tot september en laat zich vooral zien tussen negen uur in de ochtend tot zeven uur in de avond. Er wordt geen geluid gemaakt middels stridulatie maar door de vleugels tegen elkaar te tikken in vlucht, wat een klappend geluid maakt waarnaar de sprinkhaan vernoemd is.

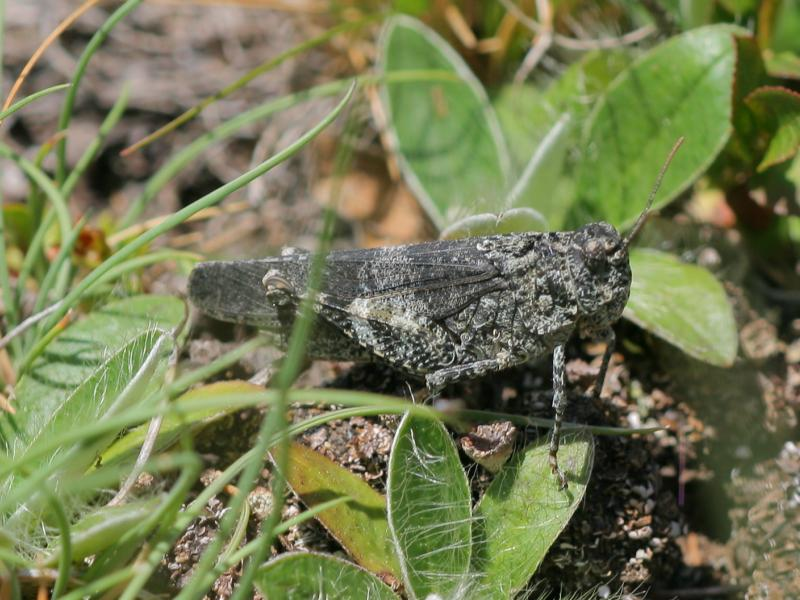
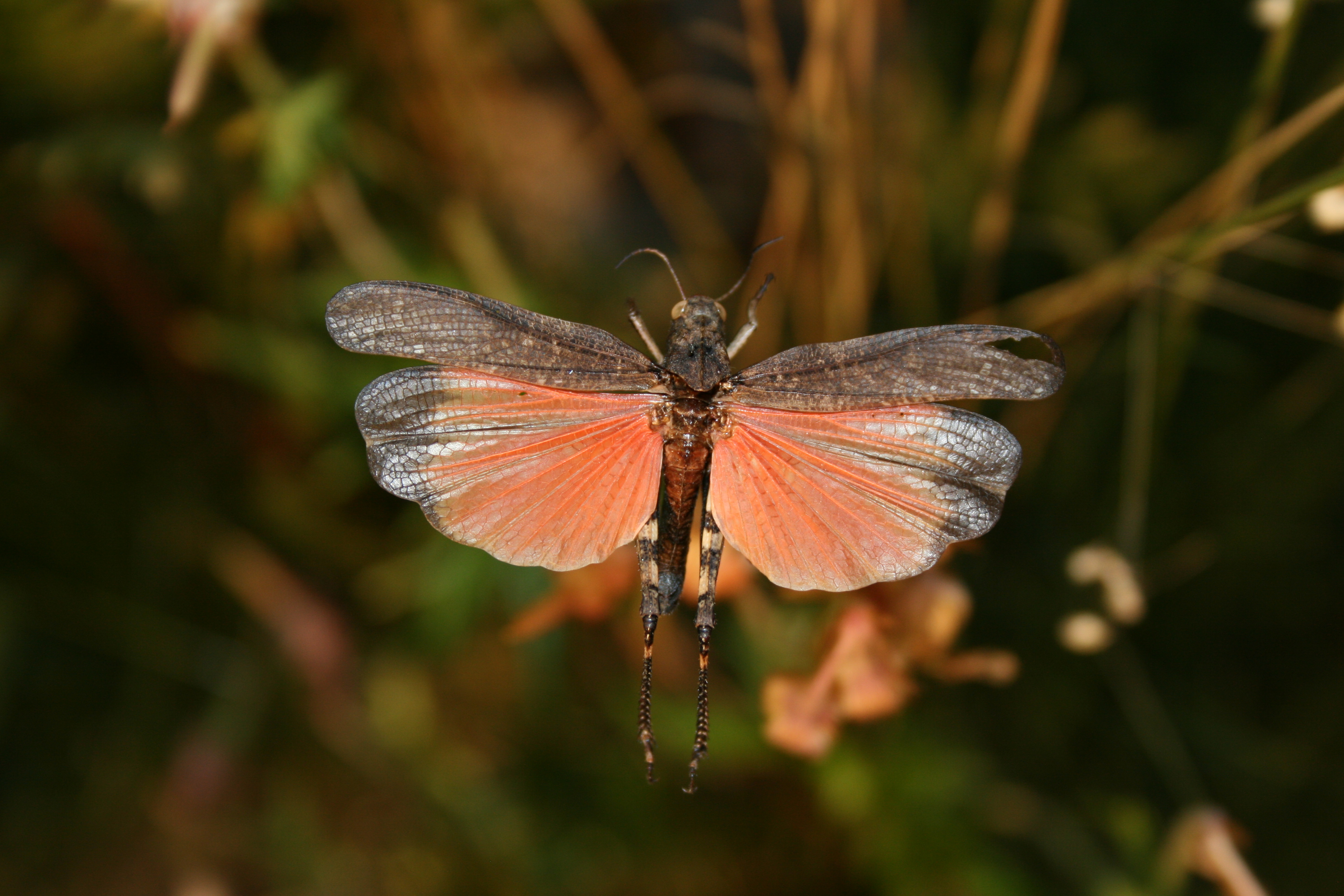
In vlucht